# Gogolina Stara
Gogolina Stara – wieś w Polsce, w województwie wielkopolskim, w powiecie konińskim, w gminie Wilczyn.
Do 31 grudnia 2023 miejscowość była częścią wsi Gogolina.